# Фальковский, Леонид Александрович
Леонид Александрович Фальковский (16 октября 1936, Москва — 27 марта 2020) — советский и российский физик-теоретик, доктор физико-математических наук, профессор Московского физико-техническом института.

## Биография
Родился в Москве 16 октября 1936 года в семье художника Александра Павловича Фальковского, который позже стал главным художником Союзгосцирка, и его жены Раисы Алексеевны Шустиной, которая была учителем истории, и впоследствии стала директором школы-интерната. Дед по матери ― золотых дел мастер А. Ф. Шустин.
В 1954 году поступил на физический факультет Московского государственного университета, где учился у Л. Д. Ландау. В 1959 году его фамилия значится под номером 31 в принадлежащем руке Ландау, списке сдавших ему теорминимум. Тогда же он становится аспирантом А. А. Абрикосова, под руководством которого защитил в 1960 году дипломную работу и в 1963 году кандидатскую диссертацию по теме «Теория электронного энергетического спектра металлов типа висмута».
В 1966 году стал сотрудником Института теоретической физики им. Л. Д. Ландау и много лет был учёным секретарем Диссертационного совета при иституте. Преподавал в Московском физико-техническом институте (МФТИ), где был избран профессором, принимал активное участие в издании научной литературы. Преподавал на физфаке и мехмате МГУ, в МИРЭА.
В 1980—2005 годах работал в Институте молекулярной физики в Познани (Польша), и был приглашённым профессором в Лаборатории полупроводников Университета Монпелье (Франция).
Был редактором книги А. А. Абрикосова «Основы теории металлов».
В последние годы совмещал научную деятельность в Институте Ландау с работой в Институте физики высоких давлений РАН, руководил работой российской группы, посвящённом изучению свойств графена
Сын — Илья (род. 1971) — российский драматург, прозаик, рэп-поэт, литературный критик.

## Вклад в науку
Первая совместная работа с А. А. Абрикосовым «Комбинационное рассеяние света в сверхпроводниках», опубликованная в ЖЭТФ в 1961 году, становится классической как в теории сверхпроводимости, так и для последующих исследований в области комбинационного (рамановского) рассеяния.
За ней, в 1962 году, следует работа тех же авторов об энергетическом спектре электронов в металлах с решёткой висмута, где рассматривается деформационная теория, которая на многие годы указала путь для исследований данного материала и его сплавов. В этой работе появился спектр дираковских фермионов.
Применение методов теоретической физики в тесном взаимодействии с экспериментом — характерный для школы Ландау научный стиль, проявился в последующей серии работ. Посредством выбора граничного условия для функции распределения приповерхностных электронов, которое называется условием Фальковского, рассматриваются скин-эффект, циклотронный резонанс, сопротивление тонких плёнок и проволок.
Позже Л. А. Фальковский изучал свойства примесных состояний, краевых состояний в квантовых точках, сверхбыстрых процессов релаксации решётки и другими актуальными задачами физики металлов и полупроводников.
В конце жизни Л. А. Фальковский занимался исследованием физических свойств графена. Его результаты получили известность и широко признаны сегодня мировым сообществом, например работы по кинетике электронов, оптике, магнитооптике, динамическим свойствам этого материала. Помимо найденной частотной дисперсии динамической проводимости графена, многослойного графена и полупроводников IV—VI групп, была обнаружена аномально большая диэлектрическая проницаемость на пороге прямых межзонных переходов в полупроводниках IV—VI групп. Этот результат оказался обусловлен узким зазором и линейностью электронного спектра, которые характерны для этих материалов. Фальковский нашел, что коэффициент пропускания графена в оптическом диапазоне не зависит от частоты, а его отклонение от единицы даёт значение постоянной тонкой структуры. Он показал, в чём заключается общность, а в чём различия в характере плазмонов и электромагнитных волн, распространяющихся вблизи порога поглощения в полупроводниках и графене.

### Условие Фальковского
Шероховатость границы описывается функцией {\displaystyle \xi (s)}, где {\displaystyle s} — параметр вдоль поверхности. Шероховатость приводит к рассеянию, которое статистически описывается корреляционной функцией {\displaystyle \xi _{2}(s-s')=\langle \xi (s)\xi (s')\rangle }. Фурье-компонента {\displaystyle \xi _{2}(p-k)} отражает вклад шероховатости в обмен импульсами между состояниями {\displaystyle p} и {\displaystyle k}. Условие Фальковского записывается для неравновесной функции распределения в виде интегрального уравнения
{\displaystyle f(p_{x},p)=f(-p_{x},p)\left[1-p_{x}\int {\frac {d^{2}k}{\pi ^{2}}}k_{x}\xi _{2}(p-k)\right]+p_{x}\int {\frac {d^{2}k}{\pi ^{2}}}k_{x}\xi _{2}(p-k)f(-k_{x},p)\,,}
где компоненты импульса {\displaystyle p_{x}={\sqrt {2m\varepsilon -p^{2}}},\quad k_{x}={\sqrt {2m\varepsilon -k^{2}}}}. Эти выражения связывают тангенциальный и полный импульс с энергией частицы {\displaystyle \varepsilon } и её массой {\displaystyle m}. {\displaystyle \xi _{2}(p-k)} служит ядром оператора рассеяния, определяющим вероятность перехода между состояниями с импульсами {\displaystyle p} и {\displaystyle k}. Шероховатость границы изменяет распределение электронов, вводя корреляции между различными состояниями импульса. Первый член описывает вклад в распределение электронов, связанный с зеркальным отражением. Интеграл по {\displaystyle k_{x}} отражает перераспределение компоненты импульса вдоль оси {\displaystyle x}, вызванное шероховатостью. Второй член представляет дополнительные вклады в распределение электронов, вызванные неупругим или диффузным рассеянием. Ядро рассеяния {\displaystyle \xi _{2}(p-k)} определяет, как распределение {\displaystyle f(-k,p)} вносит вклад в {\displaystyle f(p_{x},p)} в зависимости от шероховатости границы. На практике условие Фальковского часто не используется и для простоты сводится к феноменологическому подходу Фукса.

## Избранные публикации
- Abrikosov, A. A.; Fal’kovskii, L. A. (1961). Raman Scattering of Light in Superconductors (PDF). JETP. 13: 179.{{cite journal}}:  Википедия:Обслуживание CS1 (множественные имена: authors list) (ссылка)
- Абрикосов А. А., Фальковский Л. А. Теория электронного энергетического спектра металла с решеткой висмута // ЖЭТФ. — 1962. — Т. 43. — С. 1089—1101.
- Khaikin, M. S.; Fal’kovskii,  L. A.; Edel’man, V. S.; Mina, R. T. (1964). Properties of Magnetoplasma Waves in Bismuth Single Crystals (PDF). Sov. Phys. JETP. 18: 1167–1175.{{cite journal}}:  Википедия:Обслуживание CS1 (множественные имена: authors list) (ссылка)
- Fal’kovskii, L. A. (1963). Theory of electron spectra of bismuth type metals in a magnetic field (PDF). Sov. Phys. JETP. 17: 1302–1305.
- Фальковский Л. А. (1970). Диффузное граничное условие для электронов проводимости (PDF). Письма в ЖЭТФ. 11: 222–226.
- Fal’kovskii, L. A. (1971). Skin Effect on a Rough Surface (PDF). Sov. Phys. JETP. 33: 454–457.
- Фальковский Л. А. О некоторых граничных задачах со случайной поверхностью // Успехи мат. наук. — 1974. — Т. 29:3. — С. 245—246.
- Fal’kovskii, L. A. (1973). The resistance of thin metallic samples (PDF). Sov. Phys. JETP. 37: 937–939.
- Falkovsky L. A. Theory of impurity states in Bi-Sb alloys (англ.) / Ed. by M. Krusius, M. Vuorio. — North-Holland, 1975. — Vol. 3. — P. 134-136. — xiii+525 p. — (Proc. Int. Conference on Low Temperature Physics. Otaniemi, Finland, 14 Aug 1975).
- Фальковский Л. А. О влиянии магнитного поля на примесные состояния в веществе с узкой запрещенной зоной // Физика тверд. тела. — 1975. — Т. 17. — С. 2849—2856.
- Fal’kovskii, L. A. Impurity states in substances with narrow energy gaps (PDF). Sov. Phys. JETP.
- Falkovsky, L. A. (2008). Optical properties of graphene. Journal of Physics: Conference Series. 129: 012004. doi:10.1088/1742-6596/129/1/012004.
- Falkovsky, L. A.; Varlamov, A. A. (2007). Space-time dispersion of graphene conductivity. The European Physical Journal B. 56: 281–284. doi:10.1140/epjb/e2007-00142-3.{{cite journal}}:  Википедия:Обслуживание CS1 (множественные имена: authors list) (ссылка)
- Falkovsky, L. A.; Pershoguba, S. S. (2007). Optical far-infrared properties of a graphene monolayer and multilayer. Physical Review B. 76: 153410. doi:10.1103/PhysRevB.76.153410.{{cite journal}}:  Википедия:Обслуживание CS1 (множественные имена: authors list) (ссылка)
- Falkovsky, L. A. (2008). Optical properties of graphene and IV–VI semiconductors. Physics-Uspekhi. 51: 887–897. doi:10.1070/PU2008v051n09ABEH006625.

### Диссертации
- Фальковский, Леонид Александрович. Электронные свойства полуметаллов : диссертация ... доктора физико-математических наук : 01.04.02. — Черноголовка, 1976. — 223 с.
- Фальковский, Леонид Александрович. Теория электронного энергетического спектра металлов типа висмута : диссертация ... кандидата физико-математических наук : 01.00.00. — Москва, 1963. — 80 с.